# Rättsskandal
En rättskandal är när någonting inom rättsväsendet visar sig ha gått otroligt fel jämfört med berörda lands lagstiftning, till exempel när en person dömts till fängelsestraff men visar sig vara oskyldig eller den som fick gå fri visar sig vara skyldig. Det kan också handla om mutor.